# Jakub Hoffman (publicysta)
Jakub Hoffman (ur. 19 marca 1896 w Kołomyi, zm. 27 grudnia 1964 w Londynie) – publicysta, kapitan rezerwy piechoty Wojska Polskiego, historyk emigracyjny.

## Życiorys
Syn Akiwa Nagelberga recte Hoffman, nauczyciela w Stanisławowie oraz Frumy (Fani lub Fanny). Był żołnierzem Legionów Polskich i Wojska Polskiego. W 1921 przeniesiony został do rezerwy. W 1923 został pracownikiem resortu szkolnictwa w Równem, w Województwie wołyńskim. W latach 1925–1926 odbył kurs nauczycielski w Krakowie, od 1930 zajmował stanowisko redaktora „Rocznika Wołyńskiego” (w latach 1930–1939 ukazało się łącznie 8 tomów). Publikował materiały i wygłaszał referaty dotyczące etnografii Wołynia. W 1932 Polska Akademia Umiejętności powierzyła mu funkcję sekretarza Regionalnego Komitetu Polskiego Słownika Biograficznego w Równem na Wołyniu. Został wybrany na posła Sejmu IV kadencji z listy w Województwie wołyńskim, pełnił funkcję sekretarza parlamentarnego sejmowej grupy oświatowej. W 1940 został deportowany do Południewicy w obwodzie gorkowskim, gdzie pracował przy wyrębie lasu i budowie linii kolejowej. Organizował przedstawienia oraz pogadanki patriotyczne za co został uwięziony i poddany przesłuchaniom podczas których był torturowany. Dzięki wstawiennictwo gen. Władysława Sikorskiego i Stanisława Kota w styczniu 1942 został zwolniony, przebywał w Kujbyszewie, gdzie powierzono mu rolę łącznika kontaktowego z 6 Dywizji Piechoty w Uzbekistanie. Następnie został awansowany do stopnia kapitana, wyjechał do Shahrisabz, gdzie pracował w sztabie 6 Lwowskiej Dywizji Piechoty. Od sierpnia 1942 przebywał w Isfahanie, gdzie do lutego 1943 pracował jako nauczyciel, następnie do lipca 1943 uczył w Teheranie. Równocześnie jako kierownik Wydziału Kulturalno-Oświatowego Delegatury Ministerstwa Pracy i Opieki Społecznej wizytował polskie szkoły na terenie Iranu. Działał przy organizacji i działalności Polsko-Irańskiego Uniwersytetu Ludowego oraz powołanej Polskiej Agencji Telegraficznej. W marcu 1944 w Teheranie zmarła żona Jakuba Hoffmana Jadwiga, w maju zdecydowano o reorganizacji w ramach której podjęto decyzję o likwidacji Wydziału Kulturalno-Oświatowego. Hoffman został kierownikiem Referatu Kulturalno-Oświatowego, w styczniu 1945 razem z polskimi dziećmi wyjechał do Afryki, był wychowawcą i opiekunem początkowo w Nairobi, a następnie w Tangerze. W sierpniu 1950 podjął decyzję dołączeniu do ewakuowanych wojsk alianckich i znalazł się w Londynie. Mimo posiadanego wykształcenia znalazł się w bardzo złej sytuacji finansowej, początkowo fizycznie pracował w zakładach radiowych, a następnie obsługiwał windę w domu towarowym. Mimo to w wolnym czasie nadal prowadził działalność naukową, dokumentował dzieje Wołynia, był członkiem Polskiego Towarzystwa Naukowego na Obczyźnie oraz zarządu Polskiego Towarzystwa Historycznego. Zasiadał w komitecie redakcyjnym „Tek Historycznych” oraz współpracował z Instytutem im. marsz. Józefa Piłsudskiego w Londynie. 

## Awanse
- porucznik – zweryfikowany ze starszeństwem z dniem 1 czerwca 1919
- kapitan – ze starszeństwem z dniem 2 stycznia 1932

## Ordery i odznaczenia
- Krzyż Niepodległości (13 kwietnia 1931)[6]
- Krzyż Oficerski Orderu Odrodzenia Polski (3 maja 1958)[7]
- Krzyż Kawalerski Orderu Odrodzenia Polski (9 listopada 1932)[8]
- Krzyż Walecznych (dwukrotnie)
- Złoty Krzyż Zasługi (15 marca 1939)[9]
- Srebrny Krzyż Zasługi
- Srebrny Wawrzyn Akademicki (5 listopada 1935)[10]

## Wybrane publikacje
- Pisanki wołyńskie, Równe: Wołyński Zarząd Okręgu Związku Polskiego Nauczycielstwa Szkół Powsz. 1930.
- Bibljografja Wołynia, Równe: Wołyński Zarząd Okręgu Związku Polskiego Nauczycielstwa Szkół Powszechnych 1931.
- W dniu wmurowania tablicy Marjanowi Dubieckiemu 10 maja 1931 roku w Równem na Wołyniu, Równe Wołyńskie: Oddział Rówieńskiego Związku Legjonistów i Peowiaków i Zarz. Woł. Okręg. Nauczycielstwa Polskiego 1931.
- Walki o redutę Piłsudskiego : fragment z dziejów 2-go plutonu 4-tej kompanji VI-go baonu Pierwszej Brygady Józefa Piłsudskiego, Równe: Wołyński Zarząd Okręgu Związku Polskiego Nauczycielstwa Szkół Powszechnych 1931.
- Wołyń w walce 1831 r., Równe: Wołyński Zarząd Okręgu Związku Polskiego Nauczycielstwa Szkół Powszechnych 1931.
- Akta kościoła farnego ostrogskiego od 1622 r. co ważniejsze, wydał Jakób Hoffman, Równe: Zarząd Wołyńskiego Okręgu Związku Nauczycielstwa Polskiego 1933.
- Bibljografja Wołynia, Równe: Zarząd Wołyńskiego Okręgu Związku Nauczycielstwa Polskiego 1933.
- Księga wizyt generalnych szkoły OO. Pijarów w Dąbrowicy z lat 1782–1804, Równe: Zarząd Wołyńskiego Okręgu Związku Nauczycielstwa Polskiego 1933.
- Bibljografja Wołynia, Równe: Zarząd Wołyńskiego Okręgu Związku Nauczycielstwa Polskiego 1935.
- Księga wizyt kościoła parafjalnego w Ptyczy powiatu dubieńskiego, wydał Jakób Hoffman, Równe: Zarząd Wołyńskiego Okręgu Związku Nauczycielstwa Polskiego 1935.
- Przewodnik po Wołyniu, Warszawa: Związek Polskich Towarzystw Turystycznych 1938.
- Polonica bibliograficzne afrykańskie : [z lat 1943–1949], Bejrut 1949.
- Ukraińskie wołoniana na emigracji: Własowśkyj I. Knjaź K. K. Ostroźkyj znamenityj patron i oboroneć Prawosławija w istorii ukrainskoho narodu: recenzja, Londyn 1958.
- Uwagi o tezach Enno Meyera i Gottholda Rhodego w sprawie nauczania historii stosunków polsko-niemieckich, Londyn: Pol. Tow. Hist. w W. Bryt. 1960.
- W sprawie początków biskupstwa łacińskiego na Wołyniu, Rzym 1960.
- Bemerkungen zu den Thesen Enno Meyers und Gotthold Rhodes über das Problem der deutsch-polnischen Beziehungen im Geschichtsunterricht, Baunschweig 1962.
- Dzieje Ławry Poczajowskiej, Paryż 1963.